# Pérassay
Pérassay là một xã ở tỉnh Indre khu vực trung bộ Pháp. Xã này có diện tích 24,19 km², dân số thời điểm năm 1999 là 443 người. Khu vực này có độ cao trung bình 389 mét trên mực nước biển.